# Momcziłgrad
Momcziłgrad (bułg. Момчилград) – miasto w Bułgarii, w obwodzie Kyrdżali, ośrodek administracyjny gminy Momcziłgrad. Według danych szacunkowych Ujednoliconego Systemu Ewidencji Ludności oraz Usług Administracyjnych dla Ludności, 15 grudnia 2018 roku miejscowość liczyła 8656 mieszkańców.

## Geografia
Momcziłgrad znajduje się w górzystym terenie, w południowo-wschodniej części Rodop Wschodnich. Przez miejscowość przepływa Wyrbica.

## Osoby związane z miejscowością
- Cwetan Daskałow (1964) – bułgarski aktor
- Danieła Gergełczewa (1964) – bułgarska tenisistka stołowa
- Jordan Gospodinow (1964) – bułgarski aktor
- Filip Sinapow (1997) – bułgarski śpiewak
- Petyr Stojczew (1976) – bułgarski pływak długodystansowy
- Zdrawko Żelakow (1953) – bułgarski śpiewak